# Nostra Signora della Misericordia
Nostra Signora della Misericordia è la patrona della città di Savona. Viene festeggiata il 18 marzo. In quel giorno del 1536, infatti, la Madonna sarebbe apparsa diverse volte al contadino Antonio Botta, in una località a circa sei chilometri dal centro della città che oggi ha preso il nome di Santuario.

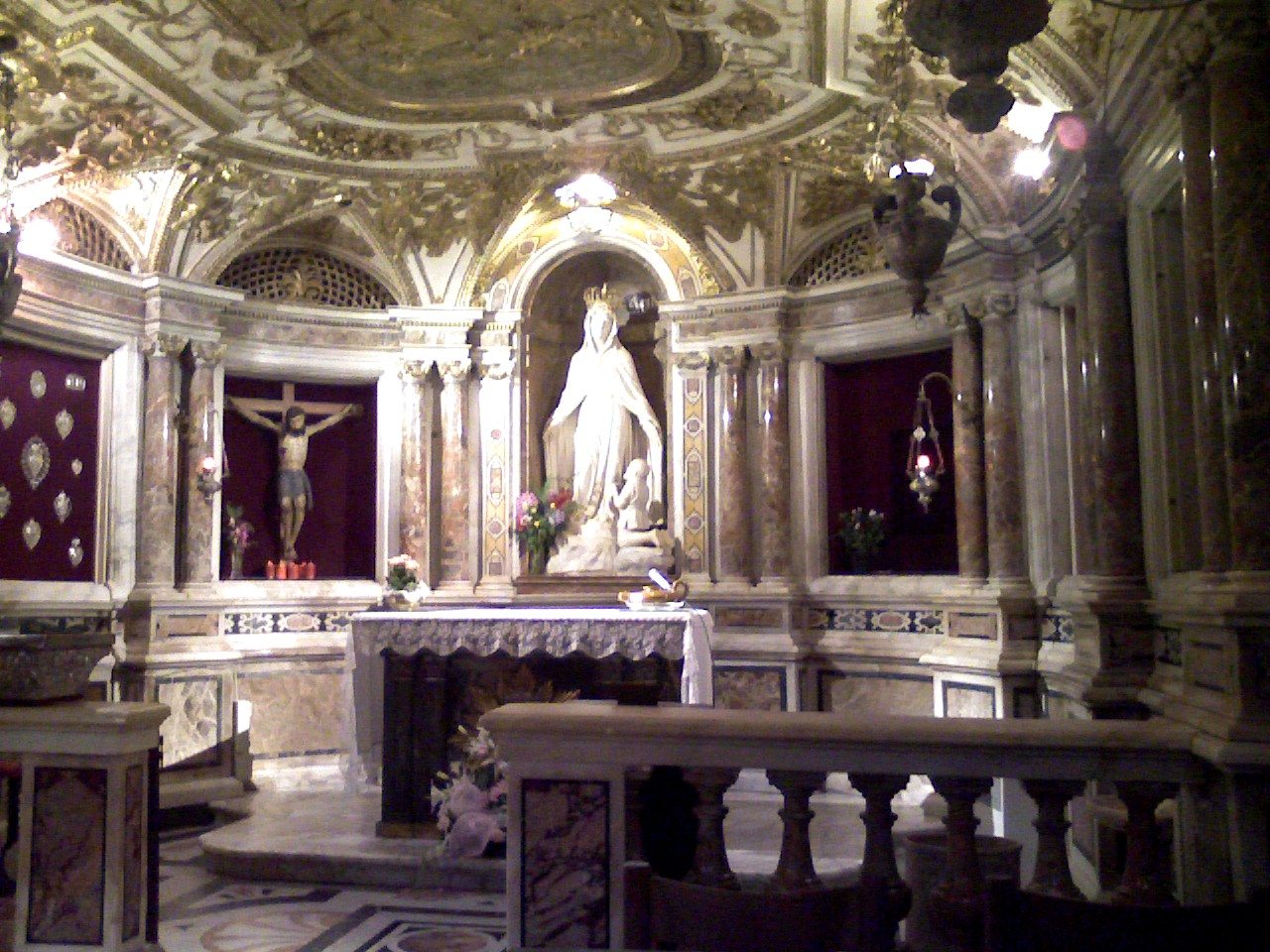
Cripta del santuario

In quel periodo Savona stava impegnando tutte le sue forze in una guerra contro la Repubblica di Genova, conflitto inserito in un panorama storico che vedeva alleanze composite e che vedeva la città ormai prossima alla capitolazione.
Secondo la tradizione il messaggio della Madonna invitava Genovesi e Savonesi a esercitare misericordia e non giustizia.
Dopo la presunta apparizione fu costruito il Santuario di Savona, dedicato appunto a Nostra Signora della Misericordia, e nei dintorni furono edificati ospizi per anziani e orfanotrofi, molti dei quali funzionanti fino alla seconda metà del Novecento (resta attivo un ospizio per anziani).
Nella cripta si trova la statua della Madonna della Misericordia, come viene comunemente chiamata, incoronata da papa Pio VII dopo essere stato liberato dalla sua prigionia savonese, che aveva avuto inizio nel 1809. 
Il 17 maggio 2008 il santuario ha ricevuto la visita di papa Benedetto XVI, in occasione della visita del pontefice a Savona e Genova.